# 尼氏蠕蛇鰻
尼氏蠕蛇鰻，為輻鰭魚綱鰻鱺目糯鰻亞目蛇鰻科的其中一種，分布於西南太平洋區的豪勳爵島及諾克福島海域，棲息深度可達25公尺，棲息在底層水域，屬肉食性，生活習性不明。

## 擴展閱讀
維基物種上的相關：尼氏蠕蛇鰻